# Microsoft Flight Simulator
Microsoft Flight Simulator — серія цивільних авіасимуляторів, що випускаються корпорацією Microsoft. Від багатьох серій авіасимуляторів MSFS відрізняється досить реалістичною фізикою нормального польоту, і, як наслідок, великою складністю управління літаком. Наявність практично всіх великих аеропортів світу з реалістичними даними, реальним ландшафтом (з версії Flight Simulator 2002 змодельовано всю земну кулю), реалістичними погодними умовами, відмінною графікою роблять цю серію симуляторів однією з кращих у своєму класі.
В іграх передбачені використання автопілота, диспетчерський супровід і можливість завантаження реальних погодних умов для польоту з Інтернету. В серії присутній трафік літаків, що літають за розкладом та під управлінням служб УВС. Також є вбудовані засоби аналізу польоту, повтор. Є курс навчання.
Найсильніша риса цієї серії — її відкритість для створення власних моделей і аеропортів.
За свій термін існування серія зібрала сотні тисяч шанувальників віртуальної авіації (так званих «сіммерів»), найбільші спільноти в мережі.

## Хронологія
- 1982 — Flight Simulator 1.0
- 1984 — Flight Simulator 2.0
- 1988 — Flight Simulator 3.0
- 1989 — Flight Simulator 4.0
- 1993 — Flight Simulator 5.0
- 1994 — Flight Simulator 5.1
- 1995 — Flight Simulator 95 (v6)
- 1997 — Flight Simulator 98
- 1999 — Flight Simulator 2000
- 2001 — Flight Simulator 2002
- 2003 — Flight Simulator 2004 (v9)
- 2006 — Flight Simulator X (v10)
- 2007 — Flight Simulator X: Acceleration Expansion Pack
- 2012 — Microsoft Flight
- 2020 — Microsoft Flight Simulator
- 2024 — Microsoft Flight Simulator 2024

## Модифікації
Влаштування симулятора дозволяє модифікувати будь-які його аспекти: власне літаки, ландшафт, різні текстури, звуки, сценарії аеродромів і аеропортів, віртуальний повітряний рух.
Модифікації та доповнення по суті діляться на 2 категорії: платні і безкоштовні. Безкоштовні більш популярні, вони поширюються через спеціально створені сайти любителів авіасимуляторів, і їх можна скачувати без обмежень. Платні модифікації найчастіше, але не завжди, демонструють більш досконалу деталізацію та реалізм.
До найбільш популярних організацій, що виробляють доповнення для симулятора, відносяться IFDG, Project Opensky, ISD Project, Project Tupolev, Samdim, SCS, VITAMIN, Avsim.su (безкоштовні) і Captain Sim, PMDG, PSS, Flight 1, Aerosoft, LAGO, Wilco, Level-d (платні).
Існують модифікації, що допомагають відтворити не тільки реалізм польотів на різних типах повітряних суден, але і повсякденну роботу пілотів, як то взаємодія з наземними службами управління повітряним рухом. До них відноситься, в першу чергу, SquawkBox, здатний передавати в реальному часі інформацію про положення літака у просторі на спеціальні сервера, до яких також підключені через окреме програмне забезпечення гравці, які виконують роль диспетчерів. До таких віртуальних мереж відносяться IVAO і VATSIM, в якій одночасно виконуються сотні рейсів.
Хоча MSFS є авіасимуляторів цивільної авіації, в 2011 році компанією Captain Sim було випущено перший в історії MSFS додаток дозволяє використовувати гармати, НАР, керовані ракети та інші види озброєння для стрільби по повітряним і наземним/морським цілям в середовищі MSFS.

## Тренажер для освіти
Microsoft Flight Simulator можна розглядати як спеціалізоване програмне забезпечення, що дозволяє його використовувати як тренажерний комплекс. Воно використовується льотними навчальними закладами для навчання пілотів. Наприклад, MSFS дозволяє освоїти початкові навички пілотування у простих і складних метеоумовах на різних етапах польоту, від передпольотної підготовки, зльоту і польоту до виконання зниження і посадки. Можуть розглядатися штатні і нештатні ситуації, у тому числі в рамках тренування взаємодії екіпажу з відпрацювання аварійних ситуацій відповідно до Керівництва з льотної експлуатації відповідного типу повітряного судна (ПС). На базі тренажерних комплексів, що використовують Microsoft Flight Simulator в якості платформи, приймаються деякі заліки та іспити.

## Віртуальні авіакомпанії
Віртуальні пілоти, що виконують польоти в Microsoft Flight Simulator, об'єднуються у спільноти, іменовані віртуальними авіакомпаніями. Віртуальні авіакомпанії, як правило, імітують польоти реальної авіакомпанії або вигаданої. Віртуальні авіакомпанії пропонують своїм пілотам безліч інструментів для виконання польотів, як наприклад документацію з власними процедурами в польоті, власне програмне забезпечення і т. ін.. Більшість пілотів обирає членство в ВА (проти польотів поодинці), так як це додає особливий дух віртуальним польотів — приналежність до певної спільноти, можливість спілкуватися з однодумцями, можливість отримання особливих інструментів для виконання польотів (як, наприклад, штурманське, аеронавігаційне і метеозабезпечення).